# Mad Dog Loose
Mad Dog Loose is een Belgische rockgroep. De groep was actief halverwege de jaren '90 van de 20e eeuw en bestond uit Armand Bourgoignie (basgitaar), Kurt Van Peteghem (gitaar), Bernard Plouvier (viool, drums) en Alain Allaeys (zang, gitaar).
In 1996 bracht de groep het album Material Sunset uit. Een aantal singles uit het album, "Take Me Down" en "Versa", kreeg radio-airplay en verscheen onder meer op de jaarlijkse compilatiealbums van De Afrekening. Ook single "Shiny Side" verscheen op verschillende Belpop-compilatiealbums.
De band kwam in september 2013 terug bij elkaar en trad als Birdmen op met nieuwe songs en oude Mad Dog Loose-klassiekers. Drie van de vier originele leden waren betrokken: Bourgoignie, Plouvier en Allaeys. Enkel gitarist Kurt Van Peteghem ontbrak.
In 2015 verscheen het album Signs From The Lighthouse dat opnieuw werd uitgebracht onder de naam Mad Dog Loose en in 2018 het album The Big Parade.   
In april 2022 overleed zanger-gitarist Alain Allaeys op 59-jarige leeftijd. In mei 2022 overleed ook Kurt Van Peteghem, gitarist uit de originele bezetting.

## Discografie

### Albums
- Material Sunset (1996)
- Signs From The Lighthouse (2015)
- The Big Parade (2018)

### Ep's
- Laser Advice (1995)
- Devil Waltz (1995)
- Versa (1996)
- Take Me down (1996)
- A Dr Olive Experiment (1996)